# 일진 (간지)
일진(日辰)은 매 날마다 부여되는 간지를 말한다. 예를 들어 2025년 04월 3일의 일진은 임인이다.
또, 일진은 60일마다 같은 간지가 반복되는데, 5월 1일이 정축이므로 그 날부터 60일 전인 3월 2일과 60일 후인 6월 30일 역시 정축일이 된다.

## 같이 보기
- 세차
- 월건
- 시주